# Morikazu Ōsugi
Morikazu Ōsugi (大杉守一?, Ōsugi Morikazu; Prefettura di Shizuoka, 11 marzo 1892 – Tokyo, 28 agosto 1948) è stato un ammiraglio giapponese, attivo nella seconda guerra mondiale.
Si arruolò nella Marina imperiale giapponese nel 1913 e si specializzò in artiglieria; fu poi istruttore all'Accademia navale. Negli anni venti servì a bordo di due cacciatorpediniere e nel 1925-1927 si formò al Collegio navale di Tokyo, l'istituzione che si occupava di fornire preparati ufficiali di stato maggiore. Assegnato per diversi anni al 1º Distretto navale (Yokosuka), divenne capitano di fregata nel 1932 e maturò una solida esperienza nella branca delle forze terrestri della Marina imperiale, prima in Giappone e poi a Shanghai. Dal 1937, capitano di vascello, espletò invece servizio amministrativo a Yokosuka e poi al 4º Distretto navale (Maizuru). Alla fine del 1939 assunse il comando dell'incrociatore pesante Maya e, brevemente, della nave da battaglia veloce Kongo nella primavera-estate 1941. Fu poi ridestinato alla Cina con ruoli di comando della fanteria di marina a Tsingtao. Istruttore capo all'Accademia navale tra il 1942 e il 1943, fu promosso contrammiraglio e in seguito messo a capo della 10ª Squadriglia cacciatorpediniere: combatté nella battaglia della baia dell'imperatrice Augusta (1º-2 novembre 1943) con risultati deludenti. Rimasto ferito, fu riassegnato alle Indie orientali olandesi al principio del 1944 per comandare uno dei presidi sull'isola di Celebes. Viceammiraglio nel maggio 1945, ordinò in due distinte occasioni l'uccisione di prigionieri statunitensi: fu perciò incriminato alla conclusione delle ostilità, processato e condannato all'ergastolo.

## Biografia

### Inizio della carriera
Morikazu Ōsugi nacque l'11 marzo 1892 nella prefettura di Shizuoka. In giovane età s'iscrisse all'Accademia navale di Etajima, studiò nella 41ª classe e si diplomò il 19 dicembre 1913, quarantesimo su 118 allievi; ottenne il brevetto di aspirante guardiamarina e fu imbarcato sull'incrociatore corazzato Adzuma: su questa unità effettuò la crociera d'addestramento all'estero. Rientrato in Giappone, il 1º dicembre 1914 gli fu riconosciuta la qualifica di guardiamarina e passò all'incrociatore corazzato Yakumo; infine, il 13 dicembre 1915 fu trasferito all'equipaggio del nuovo incrociatore da battaglia Haruna. Il 1º dicembre 1916 fu promosso sottotenente di vascello e nei mesi successivi frequentò i Corsi base alla Scuola di artiglieria navale e alla Scuola siluristi, entrambe situate a Yokosuka. Si interessò in particolare all'artiglieria imbarcata e, perciò, fu avviato al relativo Corso avanzato: gli ottimi risultati conseguiti gli fruttarono la nomina a tenente di vascello il 1º dicembre 1919.

### Gli anni venti e trenta
All'inizio del 1920 Ōsugi fu assegnato al cacciatorpediniere di squadra Shimakaze quale ufficiale capo all'artiglieria. Ricoprì questa posizione per oltre due anni e soltanto il 28 dicembre 1922 nuovi ordini lo destinarono, con il medesimo ruolo, al cacciatorpediniere Kamikaze, unità ammiraglia della 1ª Divisione. Con questa serie di incarichi aveva maturato notevole esperienza e, perciò, i comandi lo richiamarono a terra per prendere uno dei posti di istruttore all'Accademia navale: servì in questa posizione dal 1º novembre 1923, affiancandovi anche funzioni di docente militare, per due anni esatti. Completate le mansioni nell'istituto, fu promosso a capitano di corvetta e fu avviato agli studi avanzati della classe A, presso il prestigioso Collegio navale di Tokyo. La formazione lo tenne impegnato due anni, dopo i quali prese servizio sull'incrociatore Yakumo, questa volta come comandante dell'artiglieria di bordo. Il 1º febbraio 1928, però, si presentò a Yokosuka, quartier generale del 1º Distretto navale e lavorò in questa entità amministrativa, in mansioni non meglio specificate dalle fonti, per circa tre anni.
Il 31 ottobre 1931 fu integrato nello stato maggiore della 3ª Divisione incrociatori e l'anno successivo fu elevato al grado di capitano di fregata, continuando ancora a lungo a operare nei ranghi del reparto. Il 1º novembre 1932 gli fu affidata una serie di incarichi sempre di stato maggiore, ma afferenti al servizio a terra: fu, infatti, aggiunto ai collaboratori dei comandanti delle fortezze di Shimonoseki, dello Stretto di Hōyo e Yura, tutte poste in luoghi strategici attorno al Mare interno di Seto. Mantenne anche un posto allo stato maggiore del 2º Distretto navale, che aveva sede a Kure. All'inizio dell'estate 1935 Ōsugi ebbe notificato il trasferimento a Shanghai e arrivò il 1º luglio 1935 alla propria unità, una formazione delle Kaigun Tokubetsu Rikusentai che era stanziata in permanenza nei quartieri nipponici della concessione internazionale; Ōsugi era anche assistente presso lo stato maggiore della 5ª Flotta, la componente navale d'appoggio. Il 1º dicembre 1936 fu promosso capitano di vascello e concluse l'esperienza in Cina il 1º aprile 1937, quando prese il comando della petroliera Ondo, con la quale espletò un servizio senza eventi degni di nota per otto mesi esatti: a dicembre, infatti, divenne comandante dell'Unità comunicazioni della Marina imperiale giapponese a Tokyo. Tenne comunque per poco questa posizione, poiché già il 1º gennaio dell'anno successivo fu trasferito alla testa della Sezione amministrativa, Ufficio rifornimenti di Yokosuka. L'incarico eminentemente burocratico durò sino al 22 ottobre, quando iniziò a esercitare le funzioni di capo di stato maggiore del 4º Distretto navale, con quartier generale a Maizuru. Il 15 novembre 1939 divenne comandante del moderno incrociatore pesante Maya.

### La seconda guerra mondiale
Ōsugi fu impegnato nell'addestramento di cadetti e sottufficiali al tiro navale, visto che le unità sorelle del Maya erano in cantiere per ricostruzione e potenziamento; l'incrociatore tornò nei ranghi della 4ª Divisione all'inizio del maggio 1940. Presumibilmente Ōsugi completò un periodo di servizio al fronte in Cina nei mesi seguenti. Il 15 aprile 1941 fu trasferito al comando della nave da battaglia veloce Kongo appena tornata da un ciclo di ammodernamento; tuttavia rimase poco a bordo dell'unità, visto che in agosto fu nuovamente assegnato al teatro di guerra cinese: il 20 di quel mese assunse il comando della Forza da presidio speciale di Tsingtao e, in contemporanea, divenne capo di stato maggiore della 3ª Flotta di spedizione in Cina. La Forza da presidio speciale era una delle diverse organizzazioni terrestri della Marina imperiale giapponese e rivestiva compiti soprattutto tattici, affiancando i comandi di flotta in zone di confine o in prima linea; alle sue dipendenze, perciò, aveva reparti delle Kaigun Tokubetsu Rikusentai, Unità di guardia e simili.

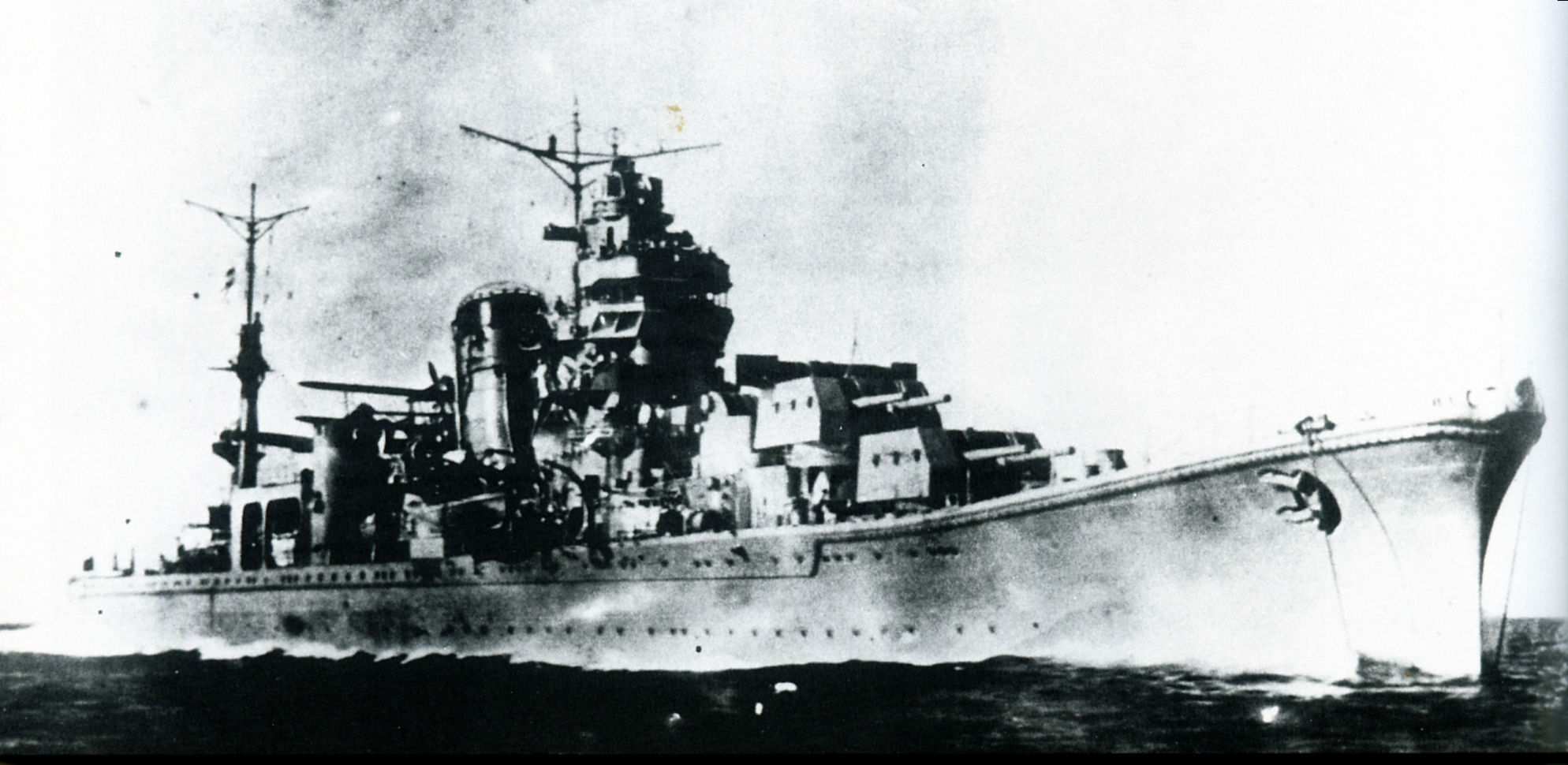
Quale comandante della 10ª Squadriglia, Ōsugi ebbe l'incrociatore Agano come sua ammiraglia

Il 15 gennaio 1942 Ōsugi cumulò un terzo comando, quello della Unità di guardia di Tsingtao. Questo tipo di formazione era gerarchicamente inferiore alle Forze speciali e, come suggerisce il nome, si occupava di vigilare una località circoscritta, di pattugliarne le acque, di difendere (se presenti) le strutture aeroportuali e garantire le comunicazioni. Si occupa anche di internare cittadini stranieri e mantenere l'ordine pubblico. Tsingtao si ritrovò comunque ai margini del conflitto e il 20 aprile Ōsugi cedette i tre comandi sul continente, rientrò in Giappone e prese il posto di istruttore capo all'Accademia navale di Etajima, divenendo anche responsabile generale dell'insegnamento. Concordemente a queste nuove e importanti funzioni fu elevato al grado di contrammiraglio il 1º maggio 1942 e seguitò a lavorare nell'istituto per oltre un anno. Solo il 21 giugno 1943 fu assegnato a un incarico di prima linea, vale a dire alla testa della 10ª Squadriglia cacciatorpediniere, che riuniva il naviglio silurante della 3ª Flotta – la squadra di portaerei da battaglia, allora guidata dal viceammiraglio Jisaburō Ozawa. Ōsugi issò le proprie insegne sull'incrociatore leggero Agano che si trovava in cantiere a Kure per una serie di potenziamenti. Dopo una rapida sessione d'addestramento, imbarcò come da ordini truppe e materiali e salpò con numerose altre unità pesanti alla volta della base dell'atollo Truk, raggiunto dopo una traversata movimentata dall'attacco di un sommergibile. Proseguì dopo un giorno di riposo per la piazzaforte di Rabaul con altri incrociatori e una scorta di cacciatorpediniere e vi fece scendere i rinforzi il 21; passò quindi a bordo del cacciatorpediniere Hagikaze allo scopo di dirigere personalmente il viaggio della nave appoggio idrovolanti Nisshin carica di uomini, artiglieria, mezzi e rifornimenti vari da consegnare alla base di Buin (Bougainville). Con i gregari Arashi e Isokaze Ōsugi salpò in serata e, pur essendo localizzato nottetempo da un aereo avversario,  decise di andare avanti: non sapeva che, grazie a Ultra, gli statunitensi conoscevano ogni dettaglio della sua missione. La Nisshin fu distrutta il 22 luglio da un attacco aereo attentamente preparato, quando mancavano poche ore all'arrivo; Ōsugi poté solo recuperare un modesto numero di naufraghi.
Tornò a Truk e si sistemò nuovamente sullo Agano, con il quale vide una ridotta attività; peraltro era stato privato di molti suoi cacciatorpediniere, chiamati a espletare decine di missioni di scorta, difesa e trasporto o sgombero. A settembre e ottobre la Flotta Combinata uscì in forze da Truk verso l'atollo di Eniwetok per cercare battaglia contro la United States Pacific Fleet; Ōsugi riebbe indietro parte dei cacciatorpediniere, ma entrambe le sortite terminarono con un nulla di fatto. Alla fine di ottobre fu inviato a Rabaul: la sua squadriglia era ridotta allo Agano e ai cacciatorpediniere Wakatsuki, Hatsukaze e Naganami. Il 30 ottobre arrivò in rada anche la 5ª Divisione incrociatori (Myoko, Haguro) del contrammiraglio Sentarō Ōmori a fianco di un piccolo convoglio destinato all'8ª Flotta del viceammiraglio Tomoshige Samejima. Il giorno successivo, all'alba, una divisione marine sbarcò a Bougainville, sull'indifesa costa occidentale: Samejima ebbe ordine di contrattaccare immediatamente e di organizzare anche un controsbarco, perciò nella sala nautica del Myoko fu tenuta un'improvvisata riunione tra Ōmori, il contrammiraglio Matsuji Ijūin (comandante della 3ª Squadriglia cacciatorpediniere dell'8ª Flotta) e Ōsugi, aggregato all'intervento e che, quindi, avrebbe combattuto la sua prima battaglia navale. La squadra giapponese partì nel tardo pomeriggio con la sola missione di distruggere le unità statunitensi e i trasporti; con rotta sud-est, era suddivisa in tre colonne: quella di destra era tenuta da Ōsugi con le sue quattro navi. La susseguente battaglia della baia dell'imperatrice Augusta, avvenuta di notte, fu decisamente confusa sia per la carenza di informazioni precise sull'entità delle forze americane, sia perché Ōmori intraprese una serie di manovre complesse che disorganizzarono la formazione raccogliticcia. Ōsugi dette prova di eccessiva aggressività, non appena furono avvistati alcuni incrociatori statunitensi: si gettò alla massima velocità contro gli obiettivi, ma non notò che l'ammiraglia era rimasta indietro e, descritto un arco verso est, stava tornando verso ovest, su una rotta trasversale alla propria. Poco dopo le 03:00 del 2 novembre il Myoko speronò lo Hatsukaze e il Wakatsuki dovette compiere una manovra brutale per evitare lo Haguro, che dirottò a babordo. Ōsugi, che aveva ordinato un attacco con i siluri, dovette precipitosamente annullarlo poiché lo Haguro venne a trovarsi proprio tra i due cacciatorpediniere indenni e la linea statunitense. Dopo aver constatato lo stato dello Hatsukaze, rimasto senza prua, e abbandonata l'idea di trainarlo lontano dal combattimento, Ōsugi si accodò al Myoko e allo Haguro che dirigevano verso sud, allontanandosi dalle navi statunitensi che invece avevano messo la prua prima a ovest e poi a nord. Poco dopo Ōmori diramò l'ordine di ripiegare, certo di aver avuto a che fare con almeno sette incrociatori pesanti e di aver inflitto danni di una certa entità, ma senza aver raggiunto l'obiettivo della missione. Ōsugi non si era comportato molto brillantemente ma l'Agano tornò indietro indenne.

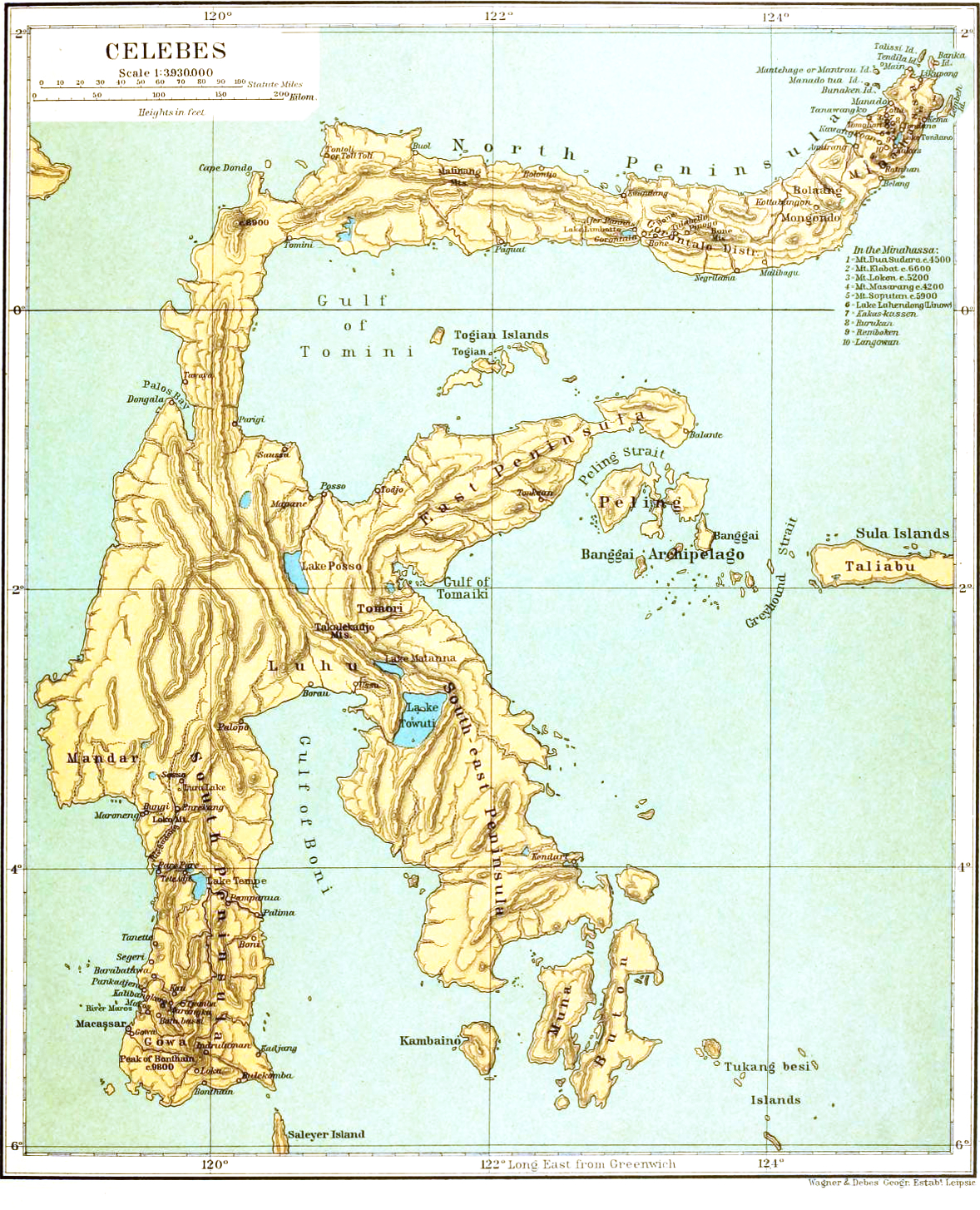
L'isola di Celebes, dove Ōsugi fu trasferito all'inizio del 1944: si notano Makassar e Kendari, presso le quali e su suo ordine, furono uccisi diversi aviatori statunitensi

La situazione strategica a Bougainville divenne pertanto grave e, da Rabaul, gli alti comandi giapponesi cercarono di inviare rinforzi alla sparpagliata guarnigione. Rabaul stessa  era però diventata bersaglio privilegiato dell'aviazione statunitense: il 5 novembre lo Agano fu mitragliato e mancato di misura da una bomba. Il giorno successivo Ōsugi salpò con lo Agano, il Wakatsuki, il Kazagumo e lo Urakaze per fornire copertura ravvicinata al controsbarco sull'isola, effettuato da quattro vecchi cacciatorpediniere; Ōsugi era appoggiato a distanza da un'aliquota della 2ª Squadriglia del contrammiraglio Tamotsu Takama. L'operazione avvenne la notte del 6, 475 soldati misero piede a terra a nord della testa di ponte statunitense e non si palesò nessuna opposizione. Tutte le navi rientrarono a Rabaul dove la gran parte fu sorpresa da una pesante incursione aerea il 12 e, questa volta, lo Agano fu devastato da un siluro verso poppa. Tra i molti feriti vi fu anche Ōsugi: egli fu trasbordato sullo Urakaze e il 16 scese a Truk, per cure mediche. Il 3 dicembre fu informato di essere stato sollevato dal comando della 10ª Squadriglia e che era stato ridestinato a un posto di assistente allo stato maggiore della Flotta Combinata (probabilmente non esercitato, trovandosi in convalescenza). Il 10 gennaio 1944 fu trasferito con la stessa funzione alla 2ª Flotta di spedizione del sud, nelle Indie orientali olandesi, ma già il 26 fu messo a capo della 23ª Forza da presidio speciale: la responsabilità di questo reparto si estendeva alla parte meridionale dell'isola di Celebes e il quartier generale era ubicato nel porto di Makassar; al gennaio 1945 contava circa 1 050 uomini. Nelle prime ore del 2 ottobre 1944 un idrovolante Consolidated PBY Catalina, in missione nei cieli di Kendari, fu danneggiato dalla contraerea e fece ammaraggio vicino alle isole Salabangka. Due degli undici membri dell'equipaggio rimasero uccisi e gli altri si nascosero, ma l'atterraggio di fortuna era stato visto da un indonesiano che collaborava con i giapponesi: i nove aviatori furono scovati e catturati. L'8 ottobre un sottufficiale di stanza a Kendari ne informò Ōsugi a Makassar, che dispose di trasportarli a Kendari mediante idrovolante; furono interrogati e poi messi ai lavori nel complesso gestito dal locale distaccamento della Tokeitai. Ōsugi aveva inviato anche un altro messaggio direttamente al capitano di vascello Gosuke Taniguchi, vicecomandante della base a Kendari, che recitava «shōbun»: una parola dalle diverse sfumature, tutte afferenti alla punizione, e interpretabile anche come ordine di uccidere i prigionieri. Il 23 novembre il capo di stato maggiore di Ōsugi, contrammiraglio Furukawa, dette le ultime disposizioni per uccidere i nove americani. In due gruppi (uno di quattro e l'altro di cinque) furono spostati con un veicolo fino all'aeroporto di Amoito a ovest della città, dove era già stata scavata una fossa; uno alla volta furono legati, bendati, fatti inginocchiare e decapitati da membri della Tokeitai, affiancati da personale del comando della 23ª Unità aerea. Furukawa assisté a tutte le esecuzioni e al seppellimento dei cadaveri.
Ōsugi rimase al comando 23ª Forza da presidio speciale per il resto delle ostilità e guadagnò la promozione a viceammiraglio il 1º maggio 1945. Le incursioni aeree crebbero gradualmente, anche perché gli Alleati avevano deciso di liberare il vicino Borneo. Attorno al 25 giugno 1945, un bimotore Consolidated B-24 Liberator, appartenente alla Thirteenth Air Force, fu abbattuto dalla contraerea sopra Pangkadjene e in quattro sopravvissero allo schianto; fatti prigionieri, gli americani furono trasferiti a Makassar. Per la seconda volta Ōsugi diramò l'ordine "shōbun": l'esecuzione avvenne intorno al 10 luglio, ai margini dell'aeroporto di Maros poco fuori dalla città. Pare che il viceammiraglio, in questo caso, avesse agito in ritorsione ai bombardamenti statunitensi che lo avevano privato di aeroporti efficienti e di buona parte dei reparti aeronautici.

### Il processo e la morte
In contemporanea alla costituzione del Tribunale internazionale per l'Estremo Oriente gli Alleati presero in custodia migliaia di ufficiali e funzionari giapponesi che avevano commesso atrocità, per essere giudicati da corti nazionali. Venuti a conoscenza dei massacri a Celebes, gli statunitensi trattennero Ōsugi a Makassar, fu messo agli arresti e formalmente accusato: il suo codice d'internamento era ISN 51J-127851. Tutti i testimoni giapponesi furono interrogati separatamente a Kendari nell'aprile 1946, mentre Ōsugi sostenne un interrogatorio a maggio, sulla nave che lo stava portando a Manila per il processo. La notizia del dibattimento apparve sui giornali, con i nomi di alcuni dei sottoposti del viceammiraglio che avevano eseguito le esecuzioni. Il processo fu inaugurato nel luglio 1946 e durò sino alla fine di ottobre; alla sbarra degli imputati, oltre Ōsugi, sedettero il capitano Taniguchi, il sottenente di vascello Toshio Mitani, i guardiamarina Yoshitake o Toshitake Ogawa e Isokichi Yamamoto, il graduato Tooru Tanaka e Sazae Chuma per il massacro del novembre 1944. Per quello del 1945 erano presenti Toyoaki Inagaki, Yoshiyuki Nakamura e Kohei Nakao. Durante il dibattito diversi degli ufficiali dello stato maggiore della 23ª Forza da presidio speciale testimoniarono contro il loro comandante. Alla conclusione del processo, il 31 ottobre 1946, Ōsugi fu riconosciuto colpevole dell'uccisione dei tredici aviatori; fu condannato all'ergastolo e ai lavori forzati nella prigione di Sugamo, a Tokyo, dove fu rapidamente trasferito. Il 10 dicembre fu collocato nella lista degli ufficiali a riposo.
Dell'ex-viceammiraglio non ci sono, però, informazioni chiare sulle circostanze della morte e si riporta solo la data – il 28 agosto 1948. Una fonte afferma che egli fu «giustiziato» quel giorno, tuttavia i documenti prodotti dal tribunale statunitense parlano chiaramente di ergastolo.